# ドロットニングホルム宮廷劇場

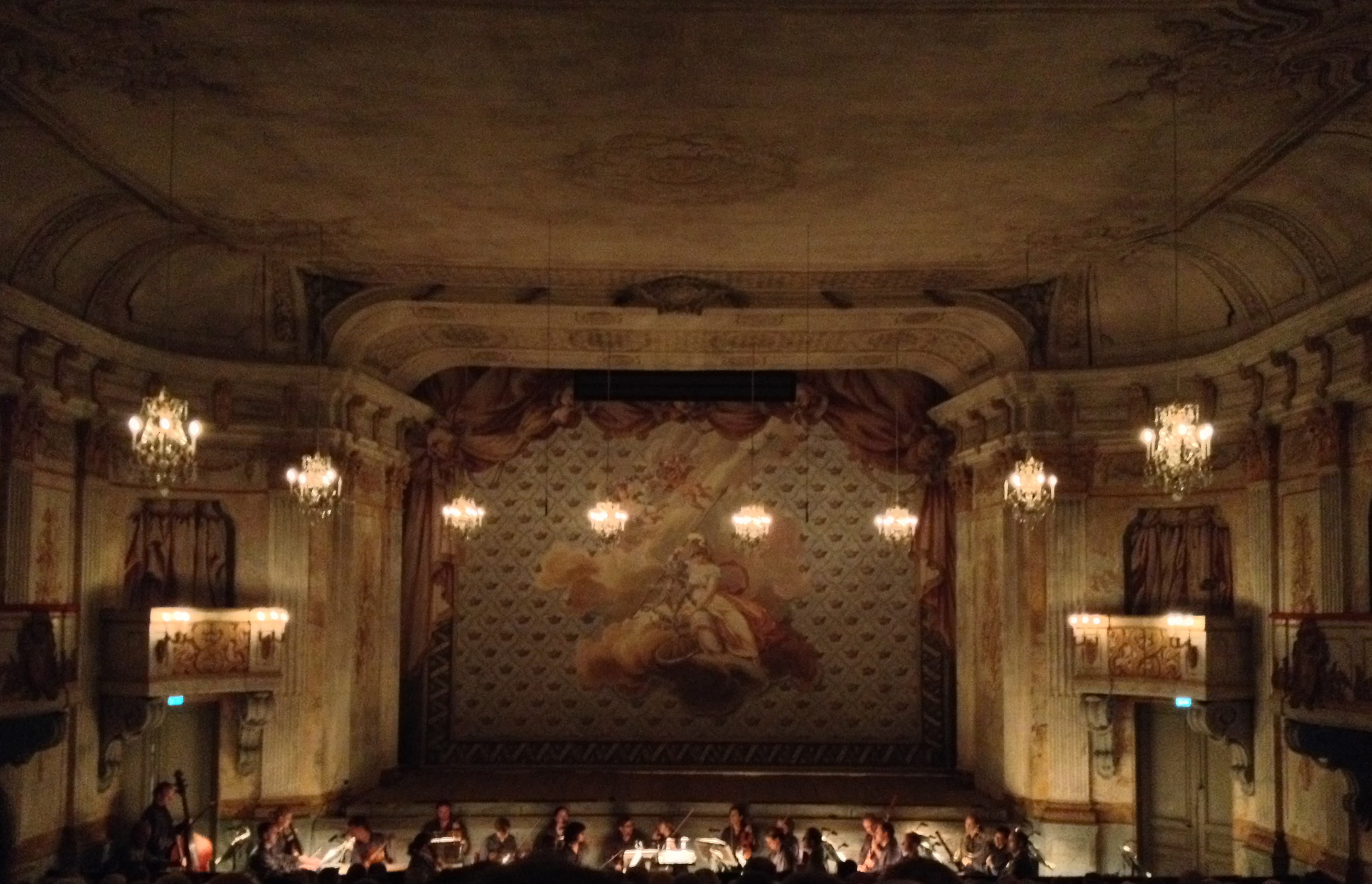
Drottningholms slottsteater

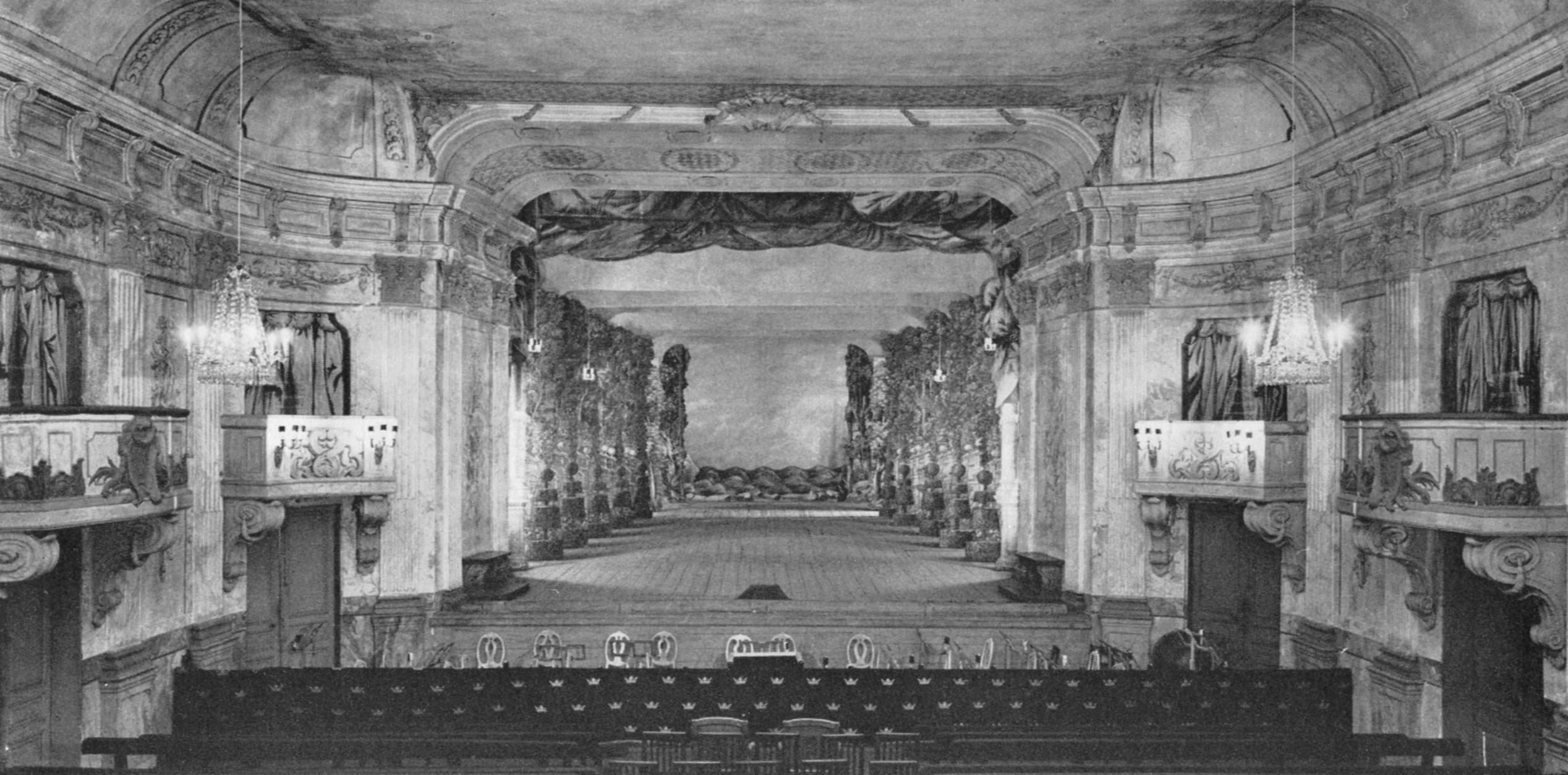
ドロットニングホルム宮廷劇場のホール

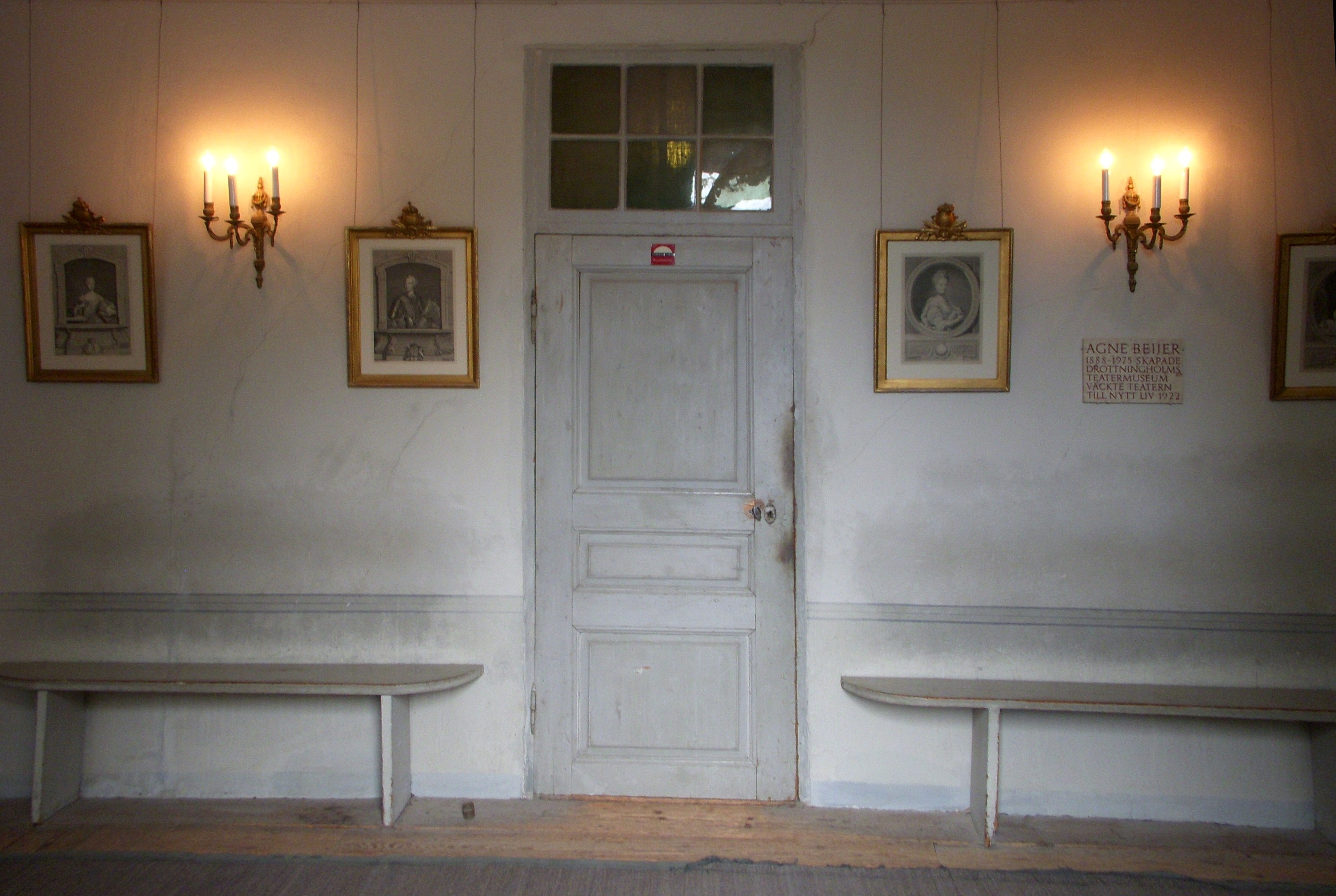
ドロットニングホルム宮廷劇場のロビー

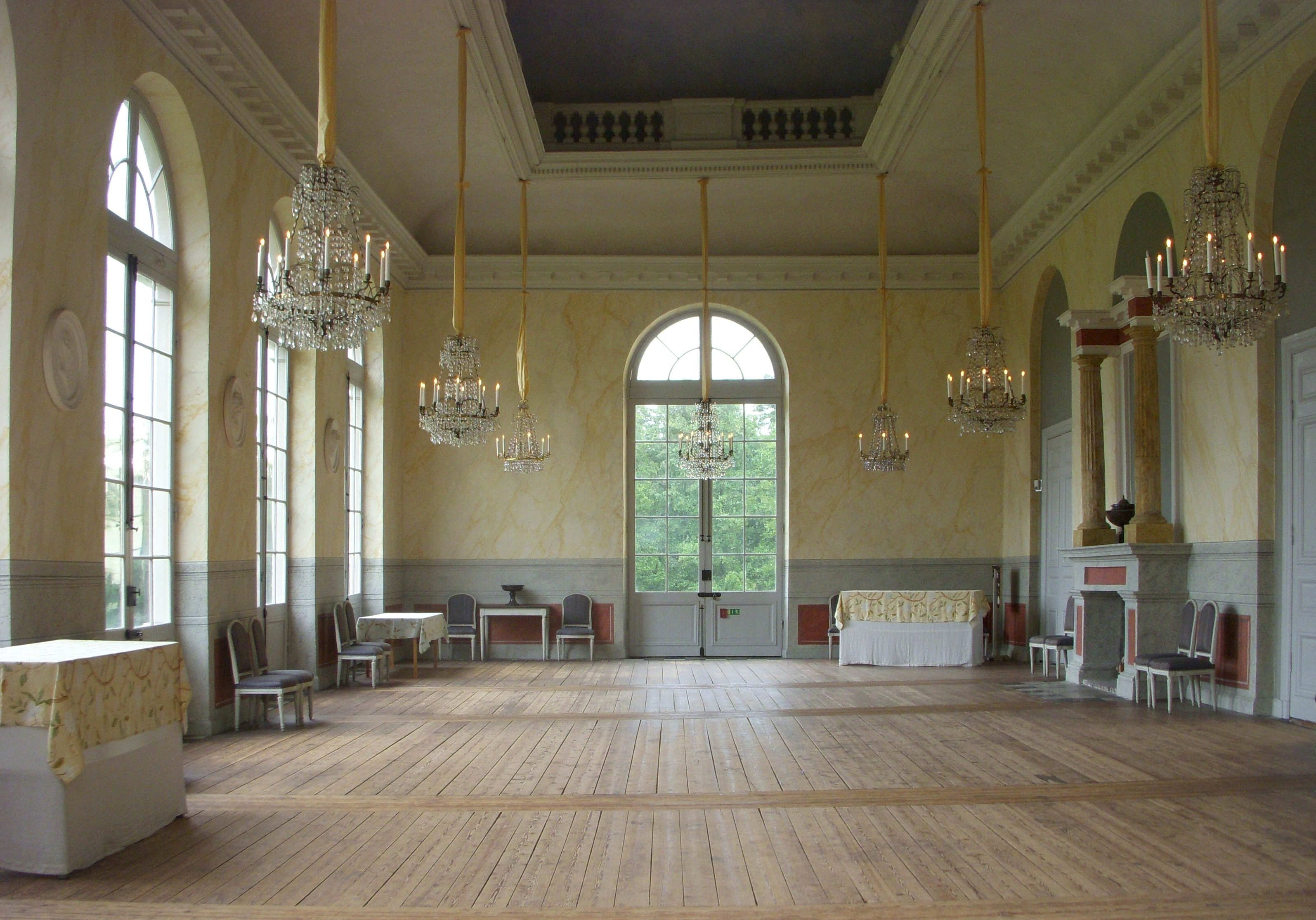
ドロットニングホルム宮廷劇場のサロン

ドロットニングホルム宮廷劇場（スウェーデン語: Drottningholms slottsteater）は、スウェーデンのローベン島にある歌劇場。ドロットニングホルム宮殿に隣接している。

## 歴史
ロヴィーサ・ウルリカ王妃によりドロットニングホルム宮殿に現在の宮廷劇場が建設されたのは、1766年のことであった。劇場は約400席を有し、舞台は横幅より縦幅が長いのが特徴である。波や雷の効果音の発生装置、飛ぶ椅子の装置があり、デウス・エクス・マキナの場面で頻繁に用いられた。ロヴィーサ・ウルリカの息子グスタフ3世は演劇を愛好し、ヨーロッパ各地から音楽家を招いて毎夏オペラを楽しんだ。しかし1792年にグスタフ3世が暗殺されて以降は、劇場は忘却の淵に沈んでいった。

## 復活
1920年より演劇史家アグネ・ベイエルの指導のもと電気がひかれ、劇場は1922年に再オープンした。再オープンした劇場では毎年夏に音楽祭が開かれ、フランツ・ヨーゼフ・ハイドン、ヴォルフガング・アマデウス・モーツァルト、クリストフ・ヴィリバルト・グルック、ゲオルク・フリードリヒ・ヘンデルなど18世紀のオペラが上演される。オーケストラも当時の衣装を身にまとい、オリジナル楽器で演奏する。装置も18世紀のものをほとんどそのまま使用している。
1991年には、ドロットニングホルム宮廷劇場を含む王領地がユネスコの世界遺産に登録された。